# Никола Грденић
Никола Грденић (1901 — Загреб, 11. април 1929) био је југословенски фудбалер.

## Биографија
Играо је на позицији нападача. Наступао је у дресу загребачког ХАШК-а током периода након Првог светског рата па све до смрти. Играо је у генерацији са Еугеном Дасовићем, Иваном Шојатом и Еугеном Плазеријаном.
Био је у управном одбору скупштине ХАШК-а до смрти 1929. године.
У многим изворима нетачно се помиње и води као Мирко Грденић који је наступао за загребачку Конкордију.
За репрезентацију Југославије одиграо је једну пријатељску утакмицу 1925. године против Италије.

## Наступи за репрезентацију Југославије
| #  | Датум             | Место  | Противник | Резултат | Гол | Такмичење            |
| -- | ----------------- | ------ | --------- | -------- | --- | -------------------- |
| 1. | 4. новембар 1925. | Падова | Италија   | 1:2      | 0   | Пријатељска утакмица |